# Саваны
 Саваны  — деревня в Сандовском районе Тверской области. Находится в северо-восточной части региона на расстоянии приблизительно 6 км по прямой на запад от районного центра поселка Сандово. Численность населения: 116 человек в 1859 году, 48 (русские 92 %) в 2002, 33 в 2010.

## История
Деревня была отмечена уже на карте Менде (состояние местности на 1848 год). В 1859 году здесь (деревня Весьегонского уезда Тверской губернии) было учтено 16 дворов, в 1978 — 35. С 2005 до 2020 года входила в состав ныне упразднённого Соболинского сельского поселения.